# جون لاسيتر
جون لاسيتر (بالإنجليزية: John Lasseter)‏ مواليد 12 يناير 1957 في هوليوود، كاليفورنيا، الولايات المتحدة، هو رسام رسوم متحركة، مخرج، كاتب سيناريو ومنتج يعمل في بيكسار التابعة لاستديوهات والت ديزني للرسوم المتحركة. بدأ لاسيتر مهنته كرسام في شركة والت ديزني وتم طرده من الشركة بسبب تأييد ودعمه للتحريك الحاسوبي حيث انضم إلى «لوكاس فيلم» بعد ذلك. أخرج فيلم حكاية لعبة وحياة حشرة. فاز بجائزة غولدن غلوب لأفضل فيلم رسوم متحركة.

## الأعمال
- غلينديل
- الثعلب والكلب
- قلعة هاول المتحركة
- المخطوفة
- الجميلة والوحش
- بوركو روسو
- حكاية لعبة
- حياة حشرة
- شركة المرعبين المحدودة
- حكاية لعبة 2
- أبطال خارقون
- البحث عن نيمو
- حكايات من أراضي البحار
- عائلة روبسوس
- خلطة بيطة بالصلصة
- وول-ي
- الأميرة والضفدع
- حكاية لعبة 3
- الدمى المتحركة
- ويني الدبدوب
- سر الأجنحة
- رالف المدمر
- جامعة المرعبين
- طائرات
- الأبطال الستة
- ملكة الثلج
- الجنية القرصانة
- داخل الخارج
- الحلم الأحمر
- لعبة جيري
- لا لونا
- تشابك منذ ذلك الحين
- المظلة الزرقاء
- المصباح الصغير

## روابط خارجية
- جون لاسيتر على موقع IMDb (الإنجليزية)
- جون لاسيتر على موقع الموسوعة البريطانية (الإنجليزية)
- جون لاسيتر على موقع مونزينجر (الألمانية)
- جون لاسيتر على موقع ألو سيني (الفرنسية)
- جون لاسيتر على موقع تيرنر كلاسيك موفيز (الإنجليزية)
- جون لاسيتر على موقع أول موفي (الإنجليزية)
- جون لاسيتر على موقع بوكس أوفيس موجو (الإنجليزية)
- جون لاسيتر على موقع قاعدة بيانات الأفلام السويدية (السويدية)
- جون لاسيتر على موقع إن إن دي بي (الإنجليزية)
- جون لاسيتر على موقع قاعدة بيانات الفيلم (الإنجليزية)